# Bijan Kaffenberger

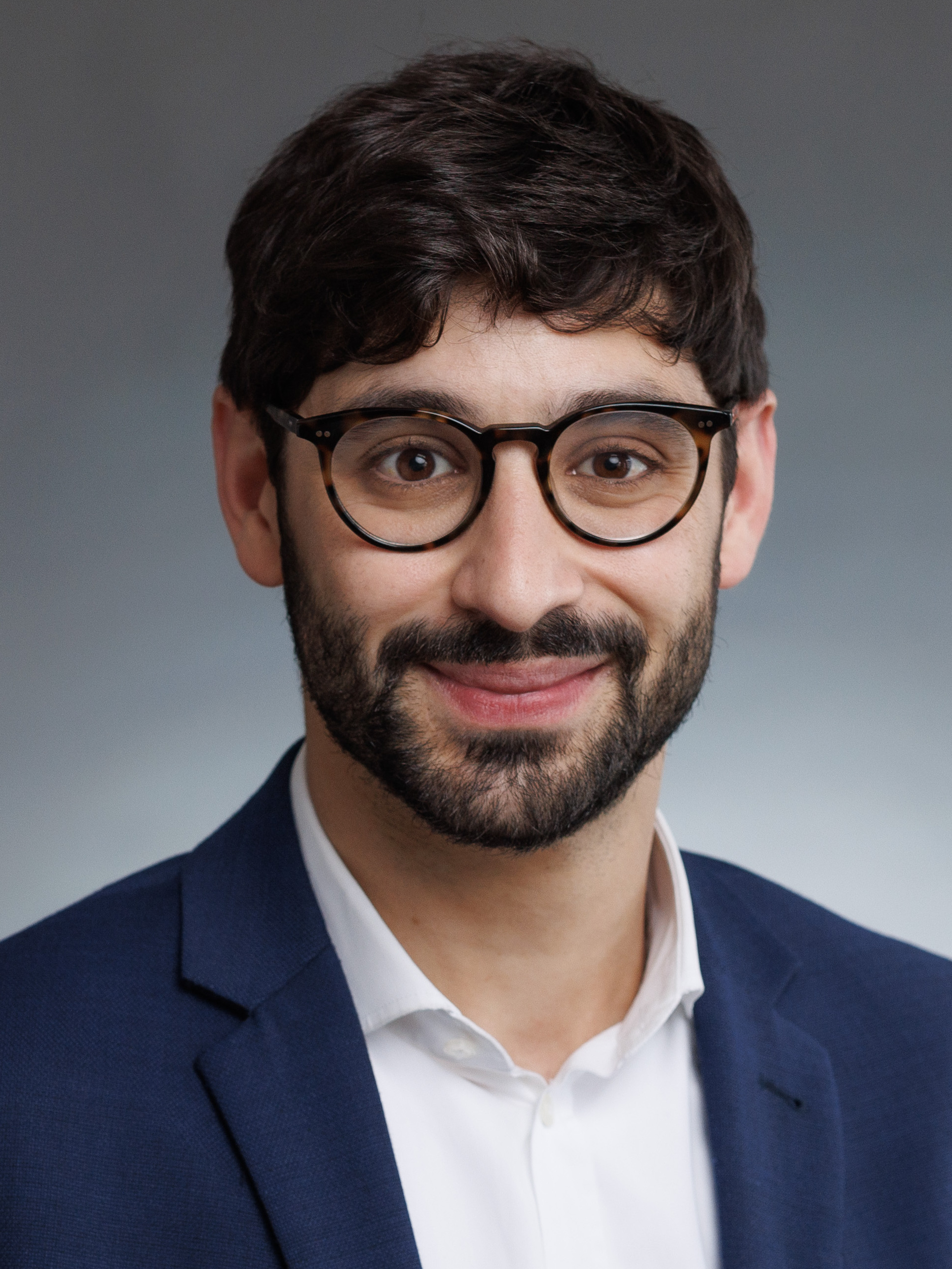
Bijan Kaffenberger, 2022

Bijan Kaffenberger (* 25. Mai 1989 in Darmstadt) ist ein deutscher Politiker (SPD), Ökonom, Autor und YouTuber. Er ist seit 2019 Mitglied des Hessischen Landtages und Sprecher der SPD-Landtagsfraktion für Digitales und Innovation sowie für Wissenschaft und Kultur.

## Ausbildung und Beruf
Kaffenberger ist der Sohn einer deutschen Mutter und eines marokkanischen Vaters, der schon früh in seine Heimat zurückkehrte. Seine Mutter starb, als er sechs Jahre alt war, weshalb er bei den Großeltern in Roßdorf aufwuchs. Er besuchte die Edith-Stein-Schule in Darmstadt und schloss sie im Jahr 2008 mit dem Abitur ab. Im Anschluss studierte er an der Goethe-Universität Frankfurt Wirtschaftswissenschaften. Nachdem er im Jahr 2012 seinen Bachelor abgeschlossen hatte, studierte er im Masterstudiengang International Economics and Economic Policy und beendete diesen 2015 mit seiner Abschlussarbeit bei Reint E. Gropp. Anschließend begann Kaffenberger ein Promotionsstudium am Lehrstuhl für Bankbetriebslehre bei Mark Wahrenburg an der Goethe-Universität Frankfurt.
Von Januar 2016 bis zu seiner Wahl in den Hessischen Landtag arbeitete er als Referent für Breitbandausbau und Digitalisierung im Thüringer Ministerium für Wirtschaft, Wissenschaft und digitale Gesellschaft.

## Fernsehen und YouTube
Kaffenberger hat seit seinem sechsten Lebensjahr das Tourette-Syndrom. Zu diesem Thema war er in verschiedenen Fernseh- und Youtube-Formaten zu sehen, u. a. mit Eckart von Hirschhausen bei Hirschhausens Quiz des Menschen, 37 Grad, bei der Aktion Mensch, mit Fabian Siegismund bei Bottle Bros und bei SpiegelTV. Eine Dokumentation des Hessischen Rundfunkes trägt den Titel Ein Abgeordneter, der anders tickt.
Er war Teil der Serie „Frag ein Klischee“ von hyperbole.tv, einem Videonetzwerk, das 2015 mit dem Grimme Online Award ausgezeichnet wurde. „Frag ein Klischee“ wurde als Videokolumne unter anderem in der Süddeutschen Zeitung vorgestellt. Für den Jugendsender Funk moderierte er das von hyperbole.tv produzierte Format Tourettikette, in dem er mit viel Ironie und Witz Fragen von Zuschauerinnen und Zuschauern zu Themen u. a. aus der Politik, der Karriere und der Liebe beantwortet. Die Zeitung Die Welt bezeichnete ihn in diesem Zusammenhang als „Muppet unter Starkstrom“.

## Politik
Kaffenberger ist seit dem Jahr 2008 Mitglied der SPD. Er war unter anderem mehrere Jahre Mitglied im Bezirksvorstand der Jusos Hessen-Süd sowie stellvertretender Landesvorsitzender der Jusos Hessen.  Im Jahr 2011 wurde er in die Gemeindevertretung in Roßdorf gewählt und sitzt seit 2016 im Kreistag des Landkreises Darmstadt-Dieburg. Im November 2017 kandidierte er auf dem Bundeskongress der Jusos als Stellvertreter des neu gewählten Vorsitzenden Kevin Kühnert.
Bei den hessischen Landtagswahlen 2018 kandidierte er im Wahlkreis 50 (Darmstadt II) und gewann dort mit 28,3 % der Erststimmen das Direktmandat. Im Landtag ist er Mitglied im Ausschuss für Digitales und Datenschutz sowie im Unterausschuss für Finanzcontrolling und Verwaltungssteuerung. Seit November 2020 ist er digitalpolitischer Sprecher der SPD-Landtagsfraktion.
Bei der hessischen Landtagswahl 2023 verpasste er das Direktmandat mit nur 200 Stimmen knapp, konnte aber mit 11,4 Prozentpunkten die landesweit größte Differenz zwischen Erst- und Zweitstimmenergebnis aller Kandidierenden vorweisen. Er zog jedoch über die Landesliste der SPD erneut in den Landtag ein.
Seit 2024 ist Kaffenberger Vorsitzender der SPD Darmstadt und Schatzmeister der SPD Hessen.
Kaffenberger ist zudem Mitglied im Verwaltungsausschuss beim Staatstheater Darmstadt.

## Politische Positionen
Kaffenberger ist digitalpolitischer Sprecher der SPD-Landtagsfraktion – Schwerpunkte seiner digitalpolitischen Arbeit liegen u. a. im Glasfaserausbau, der Mobilfunkversorgung sowie der Verwaltungsdigitalisierung und Cybersicherheit.

### Glasfaserausbau
Sein Ziel ist es, Hessen flächendeckend mit Glasfasernetzen zu versorgen und den Glasfaserausbau zu fördern. Diesbezüglich sieht er die Landesregierung in der Pflicht, die Kommunen beim Breitbandausbau stärker zu unterstützen und Anreize für eine nachhaltige Kapazitätsausweitung im Kabelleitungs-Tiefbau zu schaffen. Auch Schulen müssen dringend flächendeckend ans Glasfasernetz angeschlossen werden. Damit der Ausbau zügig umgesetzt werden kann, sollen mehr Daten zum Verlauf von Telekommunikationsleistungen vorliegen und so der tatsächliche Versorgungsstand erhoben sowie Hemmnisse und Doppelungen beim Ausbau des Leistungsnetzes vermieden werden. Um diese Transparenz zu schaffen, brachte Kaffenberger im Juni 2022 den Gesetzentwurf für ein „Breitbandausbau-Transparenz-Gesetz“ in den Hessischen Landtag ein.

### Mobilfunkausbau
Kaffenberger setzt sich außerdem für den Mobilfunkausbau ein – denn zwei der drei deutschlandweit am schlechtesten mit Mobilfunk versorgten Landkreise liegen in Hessen. Im Zuge dessen brachte er im Januar 2023 für die SPD-Fraktion das „Mobilfunk-für-alle-Gesetz“ in den Hessischen Landtag ein. Damit soll durch Änderungen in der Hessischen Bauordnung (HBO) der Mobilfunkausbau erleichtert und beschleunigt werden. Um dies zu erreichen, soll die Dauer der Genehmigungsfreiheit von Mobilfunkmasten angehoben und die genehmigungsfreigestellte Masthöhe angehoben werden.

### Cybersicherheit
In Bezug auf die Cybersicherheit hessischer Städte und Gemeinden Deutschland fehlt es aus Kaffenbergers Sicht an Unterstützung durch das Land. Mit der Einrichtung des Hessischen Cyberkompetenz-Centers (Hessen3C) und des zugehörigen Kommunaldienstleistungszentrum Cybersicherheit (KDLZ-CS) hat das Land zwar ein Angebot geschaffen, um die Kommunen zu beraten – seitens des Landes muss aber eine proaktive Ansprache erfolgen und es müssen finanzielle Mittel bereitgestellt werden. Außerdem muss eine übergeordnete Ebene zentral mehr Verantwortung zum Schutz gegen Hackerangriffe erhalten, da diese Angriffe vorwiegend aus dem Ausland erfolgen. Aus diesem Grund hält Kaffenberger es nicht für sinnvoll, ein hessisches Zentrum für IT-Sicherheit zu gründen, dass Aufgaben übernimmt, die besser beim BSI (Bundesamt für Sicherheit in der Informationstechnik) zentralisiert werden können. Außerdem kritisiert er, dass der Gesetzentwurf der Landesregierung keine Regelungen enthalte, die über die bereits bestehenden Verpflichtungen zur kommunalen IT-Sicherheit hinausgehen. Um der angespannten Sicherheitslage im Cyberraum und dem akuten Fachkräftemangel standzuhalten, forderte Kaffenberger im Juli 2023, dass Bund und Länder gemeinsam ein Konzept für die Zentralstellenfunktion des BSI beschließen. Er plädierte dafür, das BSI mit der Koordinierung und dem Informationsaustausch zwischen Bund und Ländern sowie der Entwicklung gemeinsamer IT-Sicherheitsstandards zu betrauen. Außerdem könnte das Bundesamt die Länder bei der Gefahrenabwehr in außergewöhnlichen Gefahren- und Schadenslagen unterstützen. Die Sicherheitszentren der Länder – z. B. das hessische Zentrum für IT-Sicherheit – würden sich demnach primär um die proaktive Beratung der Kommunen sowie die Begleitung bei der Sicherung ihrer IT-Systeme kümmern. Dadurch werden ineffiziente Doppelstrukturen verhindert.

### Künstliche Intelligenz
Kaffenberger sieht Künstliche Intelligenz als Chance zur Weiterentwicklung, bei der aber immer auch die Aspekte der sozialen und ökologischen Nachhaltigkeit betrachtet werden müssen. So möchte die SPD-Landtagsfraktion mit ihrem Antrag für einen Transformationsfonds Konzepte zur Reduzierung des Energieverbrauchs für Rechenzentren fördern und zur Nutzung der Abwärme verpflichten. Daneben brauche es sozialwissenschaftliche Forschung über die Auswirkungen des KI-Einsatzes auf Beschäftigte, Arbeit und Qualifikationsbedarfe. Kaffenberger meint, KI-Gründungen seien wichtig, aber müssen sozial und ökologisch nachhaltig erfolgen.
Im Jahr 2020 veröffentlichte Kaffenberger gemeinsam mit Christina Kampmann, MdL einen Gastbeitrag im Handelsblatt, in dem sie die geschlechtliche Gleichstellung problematisieren, wenn es um die Entwicklung Künstlicher Intelligenz geht. Dadurch, dass die „digitale Revolution“ bisher von Männern beherrscht werde, könnte KI unbemerkt zu einem Rollback bei der Gleichstellung führen. Frauen müssten in der Digitalbildung stärker gefördert werden und Algorithmen diskriminierungsfrei programmiert werden. Die Gleichstellung müsse auch unmittelbar im finalen europäischen KI-Konzept festgeschrieben und so verbindliche und nachprüfbare Vorgaben in einem entsprechenden rechtlichen Rahmen geschaffen werden.

## Theater
Seit der Uraufführung am 11. April 2019 spielt Kaffenberger im Theaterstück Chinchilla Arschloch, waswas, einer Koproduktion von Rimini Protokoll, Schauspiel Frankfurt und dem Künstlerhaus Mousonturm, die 2020 zum Berliner Theatertreffen eingeladen wurde. Neben diversen Aufführungen im Bockenheimer Depot in Frankfurt und dem HAU2 in Berlin wurde das Stück unter anderem im Rahmen des Grenzenlos Kultur in Mainz, des Theaterfestival Basel, des ILT Festival in Aarhus, des Asphalt Festival in Düsseldorf und im Volkstheater Wien aufgeführt.
Das gleichnamige Hörspiel, bei dem Kaffenberger ebenfalls mitwirkte, gewann im Jahr 2019 den Deutschen Hörspielpreis der ARD.
Ein Spin-off des Stückes wurde im Rahmen des Monologfestivals 2023 in Berlin aufgeführt.

## Sonstiges
Kaffenberger ist Mitglied im Netzwerk Plurale Ökonomik e.V. und zählt zu den Gründungsmitgliedern der Frankfurter Regionalgruppe an der Goethe-Universität, die sich für mehr Ideenvielfalt in Bezug auf ökonomische Denkschulen jenseits des neoklassischen Modells einsetzt.
Unter anderem war er im Jahr 2015 als Sprecher der Gruppe Teil des Rahmenprogrammes des Lichter Filmfest Frankfurt International. Im Rahmen des Z2X Festival der neuen Visionäre von Zeit Online trat er in Leipzig als Gastredner auf und war Teil des Festivalprogrammes in Berlin, bei dem u. a. auch Jan Böhmermann auftrat. Im Jahr 2018 trat er als Gastredner bei der gemeinsamen Jahrestagung  der Tourette-Gesellschaft Deutschland e.V., ADHS Deutschland e.V. und Aspies e.V. auf.
Im Januar 2019 erschien sein Buch Was machen Politiker eigentlich beruflich? Fragen an die da oben im Rowohlt Verlag.

## Veröffentlichungen
- Was machen Politiker eigentlich beruflich?. Rowohlt, Reinbek 2019, ISBN 978-3-499-63395-9.